# 弗拉迪米尔·尤戈维奇
弗拉迪米尔·尤戈维奇（1969年8月30日—），塞尔维亚男子足球运动员，场上位置是中场。他曾代表南联盟参加1998年国际足联世界杯，结果队伍止步十六强赛。